# Episodi di Chico and the Man (quarta stagione)
La quarta stagione della serie televisiva Chico and the Man è stata trasmessa in anteprima negli Stati Uniti d'America dalla NBC tra il 16 settembre 1977 e il 21 luglio 1978.
| nº | Titolo originale               | Titolo italiano | Prima TV USA      | Prima TV Italia |
| -- | ------------------------------ | --------------- | ----------------- | --------------- |
| 1  | Who's Been Sleeping in My Car? |                 | 16 settembre 1977 |                 |
| 2  | Su Casa, Mi Casa?              |                 | 23 settembre 1977 |                 |
| 3  | Take Me, I'm Yours             |                 | 30 settembre 1977 |                 |
| 4  | The Third Letter               |                 | 14 ottobre 1977   |                 |
| 5  | The Bed                        |                 | 21 ottobre 1977   |                 |
| 6  | A Matter of Privacy            |                 | 4 novembre 1977   |                 |
| 7  | The Proposal                   |                 | 11 novembre 1977  |                 |
| 8  | Aunt Charo                     |                 | 18 novembre 1977  |                 |
| 9  | Charo Takes Over               |                 | 2 dicembre 1977   |                 |
| 10 | Ed the Hero                    |                 | 9 dicembre 1977   |                 |
| 11 | Ed's Team                      |                 | 30 dicembre 1977  |                 |
| 12 | The Americanization of Charo   |                 | 6 gennaio 1978    |                 |
| 13 | Raul Runs Away (Part 1)        |                 | 20 gennaio 1978   |                 |
| 14 | Raul Runs Away (Part 2)        |                 | 20 gennaio 1978   |                 |
| 15 | Charo and the Matador          |                 | 27 gennaio 1978   |                 |
| 16 | A New Girl in Town             |                 | 2 giugno 1978     |                 |
| 17 | Ed Brown's Car Wash            |                 | 9 giugno 1978     |                 |
| 18 | Buenas Dias, Mr. President     |                 | 16 giugno 1978    |                 |
| 19 | Della and Son                  |                 | 30 giugno 1978    |                 |
| 20 | Help Wanted                    |                 | 7 luglio 1978     |                 |
| 21 | The Peeping Tom                |                 | 14 luglio 1978    |                 |
| 22 | The Hot Rock                   |                 | 21 luglio 1978    |                 |
| 23 | Waiting for Chongo             |                 | inedito           |                 |